# Kinh tế Jamaica
Jamaica có tài nguyên thiên nhiên chủ yếu là bô xít, và có một khí hậu lý tưởng thuận lợi cho nông nghiệp và du lịch. Việc phát hiện ra bôxít trong những năm 1940 và nền kinh tế của Jamaica chuyển từ khai thác đường và chuối sang thành lập các ngành công nghiệp bô xít-nhôm vào thời gian sau đó. Vào những năm 1970, Jamaica đã nổi lên như là một nước dẫn đầu thế giới về xuất khẩu các khoáng chất cũng như được tăng đầu tư nước ngoài.
Jamaica phải đối mặt với một số vấn đề nghiêm trọng nhưng nó có tiềm năng cho sự phát triển và hiện đại hóa. Nền kinh tế Jamaica bị bốn năm liên tiếp của nó tăng trưởng âm (0,4%) vào năm 1999. Tất cả các ngành trừ các ngành bôxít/nhôm, năng lượng và du lịch đều giảm mạnh trong năm 1998 và 1999. Năm 2000, Jamaica đã có kinh nghiệm của mình năm đầu tiên của nó có sự phát triển tích cực kể từ năm 1995. Tăng trưởng kinh tế danh nghĩa tiếp tục ngược dòng trong những khoảng với sự tăng trưởng của Hoa Kỳ kể từ đó. Đây là kết quả của việc tiếp tục các chính sách của chính phủ chặt chẽ kinh tế vĩ mô, đã đạt được phần lớn thành công. Lạm phát đã giảm từ 25% năm 1995 còn lạm phát một con số trong năm 2000, đạt được một mức thấp trong nhiều thập kỷ là 4,3% trong năm 2004. Thông qua chương trình can thiệp định kỳ trên thị trường, các ngân hàng trung ương cũng đã ngăn ngừa bất cứ sự đột ngột giảm nào trong tỷ giá hối đoái. Tuy nhiên, đồng đô la Jamaica đã bị trượt giá, bất chấp sự can thiệp, dẫn đến một tỷ giá bình quân của 73,4 J đổi 1 USD và 107,64 J đổi 1 € (Tháng 5 năm 2008). Ngoài ra, lạm phát đã có xu hướng tăng lên kể từ năm 2004 và dự kiến một lần nữa đạt được mức tăng gấp đôi con số 12-13% thông qua năm 2008 do một sự kết hợp của thời tiết bất lợi hại cây trồng và tăng nhập khẩu nông nghiệp và giá năng lượng cao.
Điểm yếu trong lĩnh vực tài chính là đầu cơ và các cấp dưới của việc xói mòn lòng tin đầu tư trong lĩnh vực sản xuất. Chính phủ tiếp tục nỗ lực để tăng giới hạn các khoản nợ mới tại địa phương và thị trường tài chính quốc tế để đáp ứng các nghĩa vụ nợ của mình bằng đồng đô la Mỹ, thu dọn để duy trì thanh khoản tỷ giá hối đoái và để giúp quỹ thâm hụt ngân sách hiện hành.
Các chính sách kinh tế của chính phủ Jamaica khuyến khích đầu tư nước ngoài trong các lĩnh vực mà kiếm được hay tiết kiệm được ngoại tệ, tạo việc làm và sử dụng nguyên vật liệu địa phương. Chính phủ cung cấp một loạt các ưu đãi cho nhà đầu tư, bao gồm cả các cơ sở chuyển tiền để hỗ trợ họ trong việc hồi hương lại tiền của các nước xuất xứ; thời kỳ miễn thuế mà hoãn thuế cho khoảng thời gian của năm; và miễn thuế truy cập cho máy móc và nguyên liệu nhập khẩu cho các doanh nghiệp được chấp thuận. Khu thương mại tự do có kích thích đầu tư vào hàng may mặc, lắp ráp, sản xuất nhẹ, và nhập dữ liệu của các công ty nước ngoài. Tuy nhiên, trong 5 năm qua, ngành công nghiệp dệt may đã bị giảm thu nhập xuất khẩu, tiếp tục đóng cửa nhà máy, và tỷ lệ thất nghiệp tăng cao. Điều này có thể được quy trách nhiệm cho cuộc cạnh tranh dữ dội, sự vắng mặt của hiệp định thương mại tự do Bắc Mỹ (NAFTA) tính thay đổi, thuốc nhiễm độc trì hoãn giao hàng, và chi phí cao, hoạt động, bao gồm cả chi phí an ninh. Chính phủ Jamaica hy vọng để khuyến khích hoạt động kinh tế thông qua sự kết hợp của tư nhân hoá, chuyển dịch cơ cấu ngành tài chính, giảm lãi suất, và bằng cách thúc đẩy du lịch và các hoạt động sản xuất liên quan.

## Ngành sản xuất cơ bản

### Nông nghiệp
Nông nghiệp Jamaica cùng với lâm nghiệp và đánh bắt cá chiếm khoảng 6,6% GDP vào năm 1999. Đường, các cây trồng xuất khẩu hàng đầu được sản xuất ở gần như tất cả các giáo xứ ở Jamaica. Đường được sản xuất trong năm 2000 ước tính đạt 175.000 tấn, giảm từ 290.000 tấn vào năm 1999. Đường đóng góp 7,1% tổng xuất khẩu trong năm 1999 & Jamaica đóng góp 4,8% sản xuất ở Caribê. Mía đường cũng được sử dụng để sản xuất theo sản phẩm như mật rỉ đường, rum & wallboard một số được làm từ bã mía. Chuối được sản xuất trong năm 1999 là 130.000 tấn. Chuối được đóng góp 2,4% tổng xuất khẩu trong năm 1999 & Jamaica đóng góp 7,5% sản xuất ở Caribê.
Cà phê được chủ yếu trồng xung quanh núi Blue và tại các khu vực đồi núi, nơi đó có một loại cà phê, cà phê Blue Mountain, được xem là một trong những số tốt nhất trên thế giới bởi vì ở những đỉnh cao trong dãy núi Blue có khí hậu mát làm các quả để lâu chín và hạt cà phê phát triển thêm các chất đó vào làm cho cà phê rang hương vị của nó. Cà phê đóng góp 1,9% tổng xuất khẩu năm 1999. Mùa hái cà phê kéo dài từ tháng 8 đến tháng 3. Cà phê được xuất khẩu từ Kingston.
Cacao được trồng khắp Jamaica và bán hàng địa phương hấp thụ khoảng 1/3 sản lượng để được làm thành thức uống liền và bánh kẹo. Cam quýt chủ yếu là được trồng trong những phần trung tâm của Jamaica, đặc biệt giữa các cao độ 1.000-2.500 feet. Mùa hái quả kéo dài từ tháng 11 đến tháng 4. Hai nhà máy ở may Pen và Bog Walk sản xuất nước hoa quả, trái cây đóng hộp, tinh dầu & mứt cam.
Quả dừa được trồng trên bờ biển phía bắc và phía đông, trong đó cung cấp đủ cùi dừa khô để cung cấp cho các nhà máy để làm butterine, bơ thực vật, mỡ, dầu ăn được & xà phòng giặt ủi.
Trồng cây xuất khẩu khác là ớt, gừng, thuốc lá, sisal và trái cây khác được xuất khẩu. Gạo được trồng xung quanh các khu vực đầm lầy quanh Black River & quanh Long Bay tại Hannover và giáo xứ Westmoreland cho tiêu thụ tại địa phương.

### Chăn nuôi
Đồng cỏ đóng góp một tỷ lệ phần trăm tốt cho đất tại Jamaica. Nhiều của cải thu được nhờ chuyên nuôi gia súc. Tài sản chăn nuôi được 400.000 đứng đầu gia súc, 440.000 con dê, 180.000 heo & 30.000 cừu. Mặc dù sản phẩm động vật và số lượng vật nuôi đang ngày càng tăng, điều này là không đủ cho việc đáp ứng nhu cầu của địa phương cho một dân số ngày càng tăng. Sự sản xuất bơ sữa đã tăng lên kể từ khi có sự xây dựng của một nhà máy sữa đặc tại Bog Walk vào năm 1940. Mặc dù vậy, việc cung cấp các sản phẩm sữa là không đủ cho nhu cầu của địa phương và có lượng hàng nhập khẩu lớn về bột sữa, bơ và phó mát.

### Đánh bắt cá
Các ngành công nghiệp đánh bắt cá phát triển trong những năm 1980, chủ yếu là từ việc tập trung vào đánh bắt cá nội địa. Vài nghìn ngư dân kiếm sống từ đánh bắt cá. Các vùng nước nông và những đảo nhỏ ngoài khơi bờ biển phía Nam là vùng giàu có hơn khu vực biển ở phía Bắc. Các ngư dân sống trên Cays Pedro, 80 dặm (130 km) về phía nam của Jamaica. Jamaica tự cung cấp cho khoảng một nửa các nhu cầu về cá của chính bản họ; hàng nhập khẩu chủ yếu là hàng đông lạnh và cá muối được nhập khẩu từ Hoa Kỳ & Canada. Tổng đánh bắt trong năm 2000 là 5.676 tấn, giảm từ 11.458 tấn năm 1997; việc bắt được chủ yếu thực hiện ở biển, với cá chép nước ngọt, cá râu,..., động vật giáp xác và động vật thân mềm. Cá da trơn là nguyên nhân gây ra hơn 4% cái chết của người Jamaica do nọc độc chết người tìm thấy trên đỉnh của vây lưng và ngực của chúng. Tuy nhiên những cá gây chết người được xem là một trong số các đồ ăn ngon cho người dân Jamaica, do hàm lượng cao của vitamin B12 được tìm thấy trong các mô mỡ mà là phong phú trong cá này.

### Lâm nghiệp
Vào cuối những năm 1980, chỉ có 185.000 ha (457.000 mẫu Anh) so với số lượng ban đầu của Jamaica là 1.000.000 ha (2.500.000 mẫu Anh) của rừng vẫn còn. Sản xuất gỗ tròn là 881.000 mét khối (31,1 triệu foot khối) vào năm 2000. Khoảng 68% số gỗ cắt giảm trong năm 2000 đã được sử dụng như gỗ nhiên liệu, trong khi 32% đã được sử dụng cho việc sử dụng công nghiệp. Những cánh rừng, một khi được bảo hiểm của Jamaica bây giờ chỉ tồn tại ở các vùng miền núi. Họ chỉ cung ứng 20% nhu cầu gỗ đảo. Rừng còn lại được bảo vệ từ xa hơn, khai thác. Các vùng núi khác có thể truy cập được trồng cây gây rừng, chủ yếu là với cây gỗ thông, mahoe và gỗ gụ.

### Khai mỏ
Jamaica là nhà sản xuất thứ ba thế giới của bô xít và nhôm vào năm 1998, với sản lượng 12,6 triệu tấn bô xít, chiếm 10,4% tổng sản lượng thế giới & 3,46 triệu tấn nhôm, chiếm 7,4% của tổng sản lượng thế giới sản xuất. Khai thác mỏ và khai thác đá đã đóng góp 4,1% GDP vào năm 1999. Bô xít và nhôm đóng góp vào 55,2% xuất khẩu trong năm 1999 và là nguồn thu tiền thứ hai sau khi du lịch. Jamaica đã dự trữ hơn 2 tỷ tấn và dự kiến đến cuối 100 năm. Bô xít được tìm thấy trong các giáo xứ trung tâm của St.Elizabeth, Manchester, Clarendon, St.Catherine, St.Ann & Trelawny. Có 4 nhà máy nhôm và 6 mỏ.
Jamaica có lớp trầm tích của vài triệu tấn thạch cao trên sườn phía nam của Blue Mountains. Jamaica sản xuất 330.441 tấn thạch cao và một số này đã được sử dụng trong ngành công nghiệp xi măng địa phương và sản xuất vật liệu xây dựng. Các khoáng sản khác có mặt tại Jamaica bao gồm đá hoa, đá vôi và cát trắng và những quặng của đồng, chì, kẽm, mangan và sắt. Một số trong số chúng đang được dùng với số lượng nhỏ.
Dầu mỏ đã được tìm kiếm, nhưng cho đến nay vẫn không được tìm thấy.

## Sản xuất
Các lĩnh vực sản xuất có một đóng góp quan trọng cho nền kinh tế Jamaica. Mặc dù sản xuất chiếm 13,9% GDP vào năm 1999. Công ty của Jamaica đóng góp với nhiều ngành sản xuất như: thức ăn chế biến; tinh chế dầu; sản xuất hóa chất, vật liệu xây dựng, hàng hóa nhựa, sơn, dược phẩm, thùng, hàng hóa bằng da và cigar & lắp ráp điện tử, dệt và may mặc.
Ngành công nghiệp may mặc là một ngành tạo ra việc làm cho hàng ngàn người dân địa phương và họ đã đóng góp cho 12,9% xuất khẩu trong năm 1999 kiếm được 159 triệu USD. Hóa chất đã đóng góp vào 3,3% tổng xuất khẩu trong năm 1999 kiếm được 40 triệu USD.
Một nhà máy lọc dầu nằm gần Kingston chuyển xăng dầu thô được lấy từ Venezuela thành xăng và các sản phẩm khác. Đây là những chủ yếu là để sử dụng tại địa phương. Các ngành công nghiệp xây dựng đang gia tăng do khách sạn mới được xây dựng và thu hút du khách du lịch.
Xây dựng và lắp đặt kỹ thuật đóng góp vào 10,4% GDP vào năm 1999. Sản xuất hàng hoá đã được nhập khẩu và đóng góp 30,3% của nhập khẩu và chi phí 877 triệu đô la Mỹ trong năm 1999.

## Các ngành dịch vụ

### Du lịch
Du lịch là gắn liền với thanh toán quốc tế như là nguồn doanh thu trong phần cao nhất của Jamaica. Kiều hối chiếm khoảng 20% GDP, ngang bằng với thu nhập từ du lịch. Ngành du lịch kiếm được hơn 50 phần trăm tổng số thu nhập trao đổi của đất nước với nước ngoài và cung cấp khoảng một phần tư việc làm tại Jamaica. Hầu hết các hoạt động du lịch là trung tâm trên bờ biển phía bắc của hòn đảo, trong đó có cộng đồng của Montego Bay, Ocho Rios, và Port Antonio, tốt như là ở Negril nằm ở phía Tây của hòn đảo.

### Dịch vụ tài chính
Dịch vụ khác là các dịch vụ tài chính công nghiệp. Những năm 1990 chứng kiến một sự mở rộng nhanh chóng trong ngân hàng, đầu tư, và các dịch vụ bảo hiểm. Năm 1999, tổ chức tài chính được đóng góp 7,8% GDP vào năm 1999. Có nhiều ngân hàng như là Century National Bank, National Commercial Bank, Pan Caribbean Bank, Scotia-Bank, Royal Bank of Canada và First Caribbean Int'l Bank.

### Bán lẻ
Sự vắng mặt của các trung tâm thương mại lớn, khác hơn Kingston, Montego Bay và Ocho Rios có kết quả trong một lĩnh vực bán lẻ kém phát triển ở Jamaica. Trong khi Kingston và Montego Bay là nơi khởi nguồn của một số cửa hàng bán lẻ, bao gồm cả quyền thương mại thức ăn nhanh của người Mỹ như của Domino, Pizza Hut & Dairy Queen, phần lớn các thị trấn trong nội tại của đất nước, chẳng hạn như Mandeville, May Pen, và Spanish Town, có cửa hàng nhỏ, các thị trường công cộng, và tạm thời đứng ở bên lề.

## Các thống kê
GDP: theo sức mua tương đương - 11,3 tỷ đô la Mỹ (2004 ước)

GDP - Tốc độ tăng trưởng thực: 1,9% (2004 ước)

GDP - bình quân đầu người: sức mua tương đương - 4,100 đô la Mỹ (2004 ước)

GDP - theo ngành:

nông nghiệp: 6,1%

công nghiệp: 32,7%

dịch vụ: 61,3% (2004 ước)

Dân số dưới mức nghèo: 19,7% (2002 ước)

Hộ gia đình có thu nhập hoặc tiêu dùng bằng cách chia sẻ phần trăm:

thấp nhất 10%: 2,7%

cao nhất 10%: 30,3% (2000)

Tỷ lệ lạm phát (giá tiêu dùng): 9.4% (1999 ước)

Lực lượng lao động: 1.14 triệu (2004)

Lực lượng lao động - theo ngành: dịch vụ 63.4%, nông nghiệp 20.1%, công nghiệp 16,6% (2003)

Tỷ lệ thất nghiệp: 15% (2004)

Ngân sách:

Thu: 2,27 tỷ

Chi: 3,66 tỷ, bao gồm cả chi phí vốn của 1,265 tỷ (FY98/99 ước)

Các ngành công nghiệp: du lịch, bô xít, dệt may, chế biến thực phẩm, ánh sáng sản xuất, rum, xi măng, kim loại, giấy, sản phẩm hoá chất.

Tốc độ tăng trưởng sản xuất công nghiệp: NA%

Điện lực - sản xuất: 6.386 GWh (1998)

Điện lực - sản xuất bởi nguồn:

nhiên liệu hóa thạch: 92,7%

thủy điện: 2,21%

hạt nhân: 0%

khác: 5,09% (1998)

Điện lực - tiêu thụ: 5.939 GWh (1998)

Điện lực - xuất khẩu: 0 kWh (1998)

Điện lực - nhập khẩu: 0 kWh (1998)

Nông nghiệp - sản phẩm: mía, chuối, cà phê, chanh, khoai, rau quả, gia cầm, dê, sữa

Xuất khẩu: 1.4 tỷ USD (f.o.b., 1999 ước)

Xuất khẩu - hàng hóa: nhôm, bô xít, đường, chuối, rượu mạnh

Xuất khẩu - đối tác: Hoa Kỳ 39,5%, liên minh châu Âu (ngoại trừ Anh) 15,6%, vương quốc Anh 12,1%, Canada 11.5% (1998)

Nhập khẩu: 2,7 tỷ USD (f.o.b., 1999 ước)

Nhập khẩu - hàng hóa: máy móc và thiết bị vận tải, vật liệu xây dựng, nhiên liệu, thực phẩm, hóa chất, phân bón

Nhập khẩu - đối tác: Hoa Kỳ 50.9%, liên minh châu Âu (không tính Anh) 9,5%, các quốc gia Caricom 10.4%, châu Mỹ Latin 6% (1998)

Nợ - bên ngoài: 3,8 tỷ USD (1998 ước)

Viện trợ kinh tế - người nhận: $102,7 triệu (1995)

Tiền tệ: 1 đô la Jamaica (J$) = 100 cents

Tỷ giá trao đổi: Đô la Jamaica (J$) mỗi US$1 – 80,83 (tháng 1 năm 2009), 70,0 (tháng 12/2007), 62,5 (tháng 9 năm 2005), 45,7 (tháng 6 năm 2001), 41,139 (tháng 12 năm 1999), 9,044 (1999), 36,550 (1998), 35,404 (1997), 37,120 (1996), 35,142 (1995)

Năm tài chính: 1 tháng 4–31 tháng 3